# Тірат-Кармель
Тірат-Кармель (івр. טירת כרמל) — місто-супутник Хайфи.
Розташований безпосередньо біля південного кордону Хайфи. Заснований в 1949 році. Площа міста - 290 гектарів. Верхня частина міста майже зливається з хайфським районом Данія. У місті є великі громади гірських і грузинських євреїв. Є лікарня для душевнохворих. У промисловій зоні розташовані різні підприємства: медичного обладнання, хай-тека, харчової промисловості. Компанії «Інсайтек імідж» з Тірат-Кармель був присуджений приз за винахід технології ультразвукового безоперационного руйнування пухлинних утворень. На території Тірат-Кармелю виявлені залишки акведука і похоронна печера євреїв періоду римського панування, руїни побудованого хрестоносцями форту святого Іоанна. У струмка Галім знайдена стоянка доісторичної людини культури «мустье», а також сліди поселень практично всіх історичних періодів. Руїни замку хрестоносців, що знаходилися в районі вулиці Маапілім, майже повністю знесені при сучасному будівництві, проте досі можна побачити залишки церковних апсид. Тут також були підземні зали хрестоносців. Є залишки будівель хрестоносців і в інших районах міста.
25 лютого 2011 року уряд Ізраїлю ухвалив рішення про розширення міста. На площі 80 гектарів планується побудувати 2150 одиниць житла, як багатоповерхових будівель, так і будинків на 1-2 сім'ї (в даний час в місті є 6500 одиниць житла). Новий район буде розташований в західній частині міста.